# Maria Simma
Agata María Simma conocida como María Simma (Sonntag, Austria,  5 de febrero de 1915 - Ibidem 16 de marzo de 2004)  fue una religiosa y mística católica, conocida por su don de recibir la visita de las almas del Purgatorio.

## Biografía
Agata María Simma nació en Sonntag, Austria, el 5 de febrero de 1915 Hija de Giuseppe Antonio y Aloisa Rinderer, fue la segunda de 8 hermanos. Vivió en una familia muy humilde y religiosa, sobre todo su madre, quien también tenía una dedicación especial por las almas del purgatorio. Desde los 17 años, intentó ingresar a 3 conventos, pero fue rechazada por su condición física aparentemente débil, pues a los 8 años había sufrido de pleuresía y neumonía y esto no le había permitido desarrollarse físicamente por completo. Luego de esto, entendió que no era la voluntad de Dios que se convirtiera en monja, así que le imploró a Él y a la santísima Virgen María, que le ayudaran a servir a Dios y a las benditas almas del purgatorio.
Fue en 1940, a la edad de 25 años, que empezó a experimentar las visitas de las almas, que acudían a ella por ayuda. Al principio la visitaban pocas veces, solo de noche, pero con el pasar del tiempo, la visitaban casi a diario, tanto de día como de noche. Su experiencia extraordinaria, que se describe posteriormente en varios libros, uno de los más famosos fue el escrito por (Nicholas Eltz más conocido como Nicky Eltz) llamado "Sáquennos de aquí".
Innumerables conferencias se llevaron a cabo por ella, para crear conciencia sobre las peticiones de oración de las almas del Purgatorio.

### Conversación con las almas en el Purgatorio
En el libro "Sáquennos de aquí entrevista con Nicky Eltz", citado en la bibliografía, María Simma expone las revelaciones más significativas en sus encuentros con las almas del Purgatorio. Ella indica que, a diferencia de los espiritistas, "No tenemos el permiso para convocar a los muertos, esa fue una enseñanza que Jesús nos dejó. En mi caso nunca los he llamado, sino que ellos vienen a mí con el permiso de Dios",  Según sus declaraciones, las almas piden ser ayudadas por nosotros con la oración, el rezo del Rosario y especialmente con la santa Misa, para de esta manera acortar su tiempo en el purgatorio, por los pecados cometidos en vida. El libro deja una enseñanza muy grande sobre lo que debemos y no debemos hacer en vida, así como de lo que debemos hacer por nuestros difuntos.
 

Entre las revelaciones dichas por las almas, de algunas prácticas de la sociedad actual que no gustan a los ojos de Dios, hace especial hincapié en el hábito de recibir la Comunión en la mano:
"En circunstancias normales, solamente las manos consagradas de los sacerdotes deben distribuir la Comunión, pues se trata del mismo cuerpo de Jesús". 
Asimismo, ellas le hablaron del aborto, el divorcio, la inmiscusión de los masones en las jerarquías más altas de la Iglesia católica, entre otros temas de gran interés. 
En cuanto a las apariciones de la Virgen María, se hace hincapié en los frutos importantes que se derivan, en particular, las conversiones, citando a Lourdes, Rue de Bac, la virgen de Fátima y Medjugorje.
Por su parte, el libro "Mi experiencia con las almas del Purgatorio" indica que el día de la Asunción de María pidió a Jesús la liberación de todas las (almas) que entonces se hallaban en el purgatorio y Jesús escuchó la plegaria de su Madre de tal modo que el día de la Asunción de María todas las almas la acompañaron al cielo, porque ella entonces fue coronada como Madre de Misericordia y Madre de la Divina gracia.
También menciona de una intervención muy próxima de Dios para corregir todas estas cosas.

### Capilla para las almas del purgatorio
Un alma del Purgatorio informó a María Simma el deseo de la Virgen María de erigir una capilla para las almas del Purgatorio. Gracias a Alfonso Matt, su director espiritual, la capilla fue construida en Sonntag, Austria. Fue bendecida en mayo de 1959. Desde entonces, ha sido un lugar de peregrinación y un monumento a las almas del Purgatorio abierto a todos los peregrinos.

### Muerte
María Simma falleció el 16 de marzo de 2004.a la edad de ochenta y nueve años.

### ¿Cómo ayudar a las almas del purgatorio?
María Simma enumera ocho maneras de ayudar a las almas en el purgatorio.
- Celebrar misas por ellas.
- Dar consentimiento al sufrimiento expiatorio.
- Rezar el rosario.
- El Camino de la Cruz (Vía Crucis).
- Indulgencias.
- Limosnas y buenas obras.
- Encender velas.
- Lanzar agua bendita.

## Libros
- 1997 "¡Sáquenos de aquí!" Nicky Eltz entrevista a María Simma, Edizioni Segno.
- 1999 El Testamento de María Simma, Marino Parodi, Edizioni Segno.
- 2001 María Simma, Las enseñanzas y las publicidades que recibieron de las almas en el purgatorio, Edizioni Segno.
- 2008 María Simma, Enseñanzas de las almas del purgatorio, Edizioni Segno.
- 2009 "El Purgatorio visto por María Simma", Edizioni Segno.
- 2010 "María Simma y las almas del purgatorio", Edizioni Segno,